# Rio Groapa de Aur
O Rio Groapa de Aur é um rio da Romênia, afluente do Valea Poienii, localizado no distrito de Braşov.